# 김진철 (1958년)
김진철(金鎭哲, 1958년 4월 18일 - )은 인천고-인하대 출신의 포수로서 프로야구팀 삼미 슈퍼스타즈의 원년 멤버였다. 현역 선수 은퇴 후에는 스카우트 역할을 해왔고, 태평양 돌핀스와 현대 유니콘스의 스카우트를 지냈다. 현재는 LG 트윈스의 스카우트 팀장으로 근무하고 있다.